# 千田淳一
千田 淳一（ちだ じゅんいち、1974年9月12日 - ）は、フジテレビ政治部記者。

## 人物
- 岩手県一関市出身。法政大学卒業。
- 1998年 アナウンサーとして福島テレビ入社[1]。主にスポーツ中継、情報・報道番組を担当。FTVの遠藤章造とも呼ばれた[1]。
- 2003年 報道記者職に異動。
- 2011年3月11日の東日本大震災の発生時は国道4号福島南バイパスに撮影スタッフとおり、斜面の土砂が崩れて車線を塞ぐ瞬間をレポートした[2]。
- 2015年 福島テレビを退職。フジテレビに中途入社[1]。報道センターのディレクターを経て、記者として政治部官邸を担当。

## 過去の出演番組
- サタふく
- 金曜エンタテイメント 恐妻家探偵の事件帖（2000年10月20日）
- FTVスーパーニュース（2002年はアナウンサーとしての出演。2007年～2013年は記者としての出演。2008年6月には坂部アナのリリーフで、2013年度は日曜に数回それぞれ出演）
- FTVジャンクSPORTS（2003年の年末特番内のコーナー司会、記者時代）
- 報道特別番組　情熱スポーツプレミア　北京 輝きの舞台へ（2008年7月18日）
- FNNスピーク（2011年8月8日 - 8月12日 境鶴丸の代理。同番組キャスターの島田彩夏とは（FNS系列の）同期にあたる。スピークでの原発事故関連の取材や特集も担当）